# Cardiophorus hispanicus
Cardiophorus hispanicus là một loài bọ cánh cứng trong họ Elateridae. Loài này được Cobos miêu tả khoa học năm 1961.